# Campeonato Mundial de Badminton
O Campeonato Mundial da BWF (anteriormente conhecido como Campeonato Mundial da IBF, também conhecido como Campeonato Mundial de Badminton) é um torneio organizado pela Federação Mundial de Badminton (BWF) para coroar os melhores jogadores de badminton no mundo.
O torneio começou em 1977 e foi realizado a cada três anos até 1983. Todavia, a IBF enfrentou dificuldades para organizar os dois primeiros eventos, pois a Federação Mundial de Badminton (a qual posteriormente se fundiu à IBF para formação uma única federação) organizou o mesmo torneio um ano após o Campeonato Mundial da IBF com as mesmas metas.
Iniciado em 1985, o torneio tornou-se bienal e foi organizado a cada dois anos até 2005. A partir de 2006, o torneio foi modificado para ser anual no calendário da BWF, com a meta de dar mais chances para os jogadores serem coroados "Campeões Mundiais".
Todavia, o torneio não será realizado uma vez a cada quatro anos para dar lugar aos Jogos Olímpicos.

## Localização do Campeonato Mundial
A tabela abaixo dá uma vista geral de todas as sedes e países do Campeonato Mundial. Isso inclui Paris e Londres, que vão sediar pela primeira vez.
O número em parênteses da sede/país indica quantas vezes foi sede do Campeonato Mundial.
De 1989 a 2001 o Campeonato Mundial foi realizado imediatamente após a Sudirman Cup na mesma localidade.

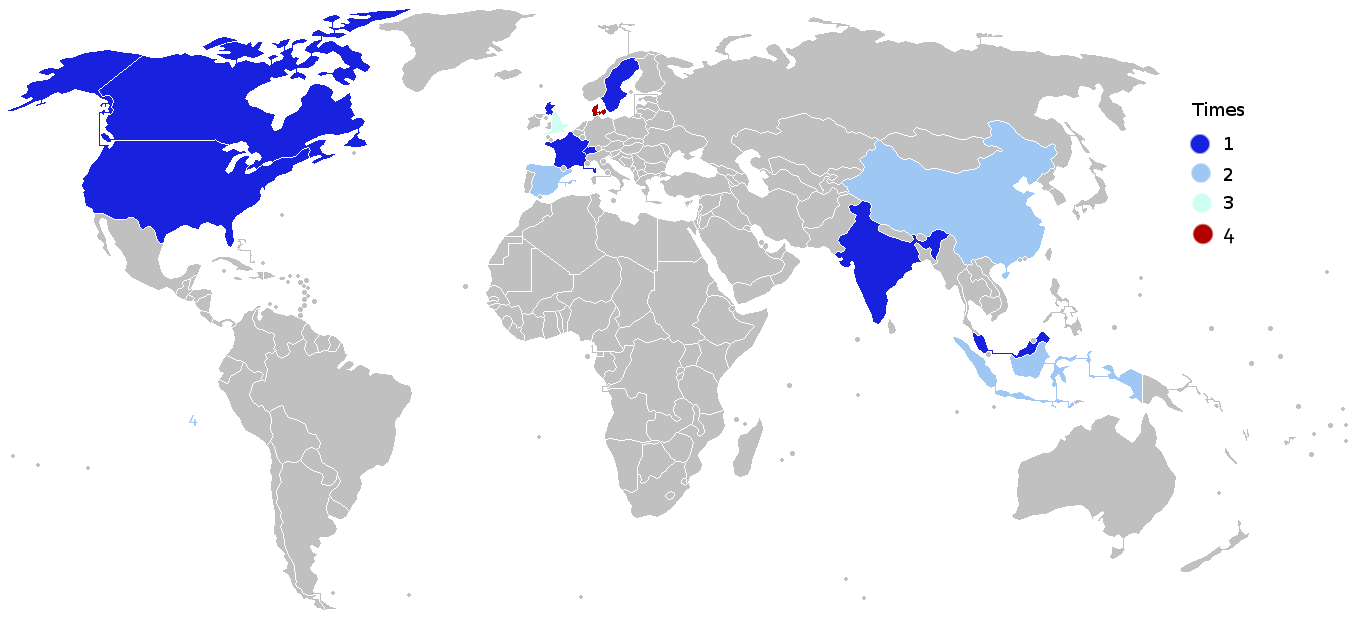
Países que já sediaram o Mundial
Países que sediarão o Mundial

| Ano  | No.  | Sede           | País               |
| ---- | ---- | -------------- | ------------------ |
| 1977 | I    | Malmö (1)      | Suécia (1)         |
| 1980 | II   | Jacarta (1)    | Indonésia (1)      |
| 1983 | III  | Copenhaga (1)  | Dinamarca (1)      |
| 1985 | IV   | Calgary (1)    | Canadá (1)         |
| 1987 | V    | Pequim (1)     | China (1)          |
| 1989 | VI   | Jacarta (2)    | Indonésia (2)      |
| 1991 | VII  | Copenhaga (2)  | Dinamarca (2)      |
| 1993 | VIII | Birmingham (1) | Inglaterra (1)     |
| 1995 | IX   | Lausana (1)    | Suíça (1)          |
| 1997 | X    | Glasgow (1)    | Escócia (1)        |
| 1999 | XI   | Copenhaga (3)  | Dinamarca (3)      |
| 2001 | XII  | Sevilha (1)    | Espanha (1)        |
| 2003 | XIII | Birmingham (2) | Inglaterra (2)     |
| 2005 | XIV  | Anaheim (1)    | Estados Unidos (1) |
| 2006 | XV   | Madrid (1)     | Espanha (2)        |

| Ano  | No.    | Sede             | País           |
| ---- | ------ | ---------------- | -------------- |
| 2007 | XVI    | Kuala Lumpur (1) | Malásia (1)    |
| 2009 | XVII   | Hyderabad (1)    | Índia (1)      |
| 2010 | XVIII  | Paris (1)        | França (1)     |
| 2011 | XIX    | Londres (1)      | Inglaterra (3) |
| 2013 | XX     | Cantão (1)       | China (2)      |
| 2014 | XXI    | Copenhaga (4)    | Dinamarca (4)  |
| 2015 | XXII   | Jacarta (3)      | Indonésia (3)  |
| 2017 | XXIII  | Glasgow (2)      | Escócia (2)    |
| 2018 | XXIV   | Nanquim (1)      | China (3)      |
| 2019 | XXV    | Basileia (1)     | Suíça (2)      |
| 2021 | XXVI   | Huelva (1)       | Espanha (3)    |
| 2022 | XXVII  | Tóquio (1)       | Japão (1)      |
| 2023 | XXVIII | Copenhaga (5)    | Dinamarca (5)  |
| 2025 | XXIX   | Paris (2)        | França (2)     |
| 2026 | XXX    |                  | Índia (2)      |

## Antigos Vencedores

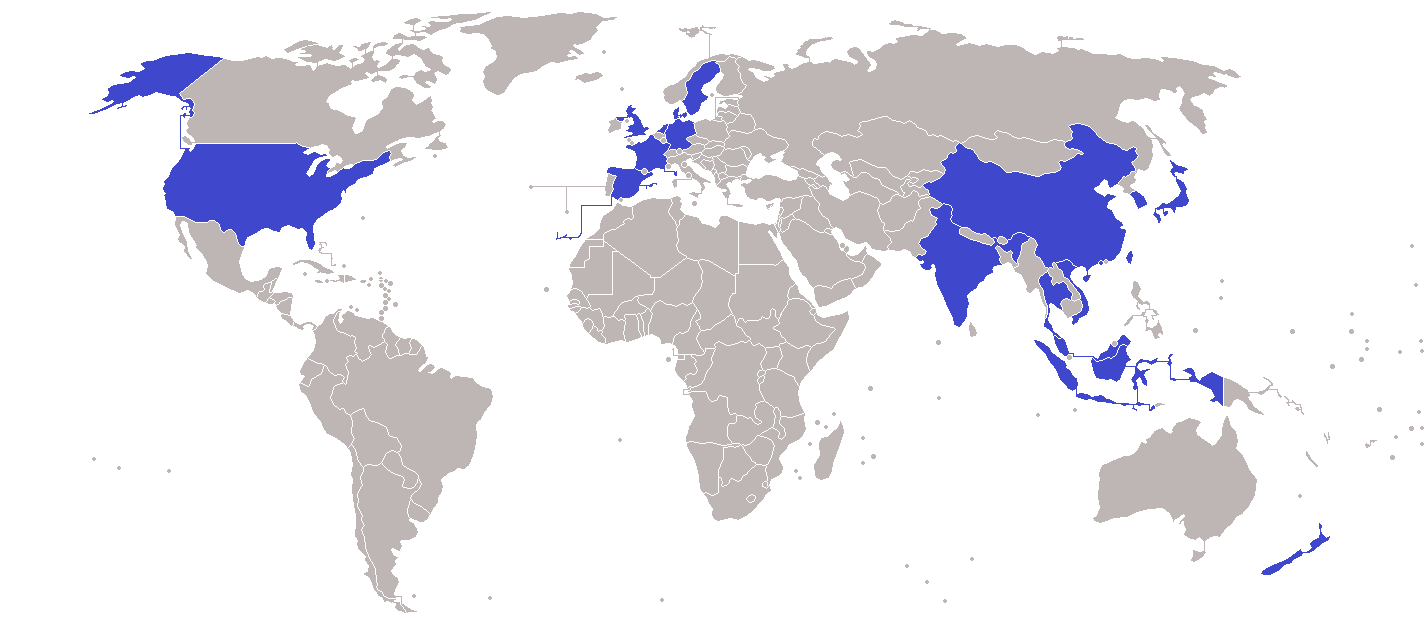
O mapa mostra os países que no mínimo já ganharam um bronze no torneio

Até hoje, apenas 17 países conseguiram no mínimo 1 bronze no Mundial: nove na Ásia, cinco na Europa, um na América do Norte, na América do Sul e na Oceania. A África é o único continente a não conquistar medalhas.

## Jogadores e Seleções de Sucesso

### Jogadores de Sucesso
Vários jogadores ganharam medalhas de ouro em mais de uma categoria no Campeonato Mundial, isso inclui:
- Lene Køppen, 1977, Duplas Mistas e Simples Feminino
- Christian Hadinata, 1980, Duplas Masculinas e Duplas Mistas
- Park Joo-bong, 1985, Duplas Masculinas e Duplas Mistas, 1991, Duplas Masculinas e Duplas Mistas
- Han Aiping, 1985, Simples Feminino e Duplas Femininas
- Ge Fei, 1997, Duplas Femininas e Duplas Mistas
- Kim Dong-moon, 1999, Duplas Masculinas e Duplas Mistas
- Gao Ling, 2001, Duplas Femininas e Duplas Mistas
- Zhao Yunlei, 2014 & 2015, Duplas Femininas e Duplas Mistas

De 1977 a 2001, as medalhas eram usualmente divididas entre cinco países: China, Coreia do Sul, Dinamarca, Indonésia, Malásia. Todavia, em 2003, os vencedores incluíram sete países e em 2005 o quadro de medalhas continha um recorde de dez países.
Tony Gunawan também tem o fato curioso de ganhar duas medalhas de ouro nas Duplas Masculinas representando diferentes países, em 2001 fazendo dupla com Halim Haryanto pela Indonésia e em 2005 como parceiro de Howard Bach para dar aos Estados Unidos sua primeira medalha na competição.
A edição de 2005 também trouxe novas faces no evento das duplas mistas, que havia sido dominado por China e Coreia do Sul desde 1997. Com a aposentadoria dos bicampeões Kim Dong-moon/Ra Kyung-min (Coreia do Sul), Nova Widianto/Lilyana Natsir ganharam a primeira medalha de ouro da Indonésia nas Duplas Mistas desde 1980, quando Christian Hadinata/Imelda Wijuno haviam conquistado a última.
Abaixo está a lista dos jogadores mais bem-sucedidos, com 3 ou mais medalhas de ouro.
| Rank | Jogador         | SM | SF | DM | DF | DMx | Total |
| ---- | --------------- | -- | -- | -- | -- | --- | ----- |
| 1    | Lin Dan         | 5  |    |    |    |     | 5     |
| 1    | Park Joo-bong   |    |    | 2  |    | 3   | 5     |
| 1    | Zhao Yunlei     |    |    |    | 2  | 3   | 5     |
| 4    | Cai Yun         |    |    | 4  |    |     | 4     |
| 4    | Fu Haifeng      |    |    | 4  |    |     | 4     |
| 4    | Gao Ling        |    |    |    | 3  | 1   | 4     |
| 4    | Hendra Setiawan |    |    | 4  |    |     | 4     |
| 4    | Liliyana Natsir |    |    |    |    | 4   | 4     |
| 4    | Zhang Nan       |    |    | 1  |    | 3   | 4     |
| 10   | Carolina Marín  |    | 3  |    |    |     | 3     |
| 10   | Ge Fei          |    |    |    | 2  | 1   | 3     |
| 10   | Guan Weizhen    |    |    |    | 3  |     | 3     |
| 10   | Han Aiping      |    | 2  |    | 1  |     | 3     |
| 10   | Huang Sui       |    |    |    | 3  |     | 3     |
| 10   | Kim Dong-moon   |    |    | 1  |    | 2   | 3     |
| 10   | Li Lingwei      |    | 2  |    | 1  |     | 3     |
| 10   | Lin Ying        |    |    |    | 3  |     | 3     |
| 10   | Mohammad Ahsan  |    |    | 3  |    |     | 3     |
| 10   | Yu Yang         |    |    |    | 3  |     | 3     |

### Equipes de Sucesso
Abaixo estão os medalhistas de ouro mostrados por categoria e por país após o Campeonato Mundial de 2009. A China foi o país de maior sucesso no Mundial desde sua primeira edição, em 1977. Eles são o único país até hoje a conquistar todas as medalhas de uma competição, o que aconteceu em 1987 em Pequim. Ela é seguida pela Indonésia e pela Coreia do Sul, com a Dinamarca sendo o primeiro país europeu no ranking.
| Rank | País           | 77 | 80 | 83  | 85 | 87 | 89 | 91 | 93  | 95 | 97 | 99 | 01 | 03 | 05 | 06 | 07 | 09 | 10 | 11 | 13 | 14 | 15 | 17 | 18 | 19 | 21 | Total |
| ---- | -------------- | -- | -- | --- | -- | -- | -- | -- | --- | -- | -- | -- | -- | -- | -- | -- | -- | -- | -- | -- | -- | -- | -- | -- | -- | -- | -- | ----- |
| 1    | China          |    |    | 2   | 3  | 5  | 4  | 3  | 1   | 1  | 3  | 21 | 3  | 3  | 2  | 4  | 3  | 4  | 5  | 5  | 23 | 3  | 3  | 2  | 24 | 1  | 1  | 67    |
| 2    | Indonésia      | 1  | 4  | 1   |    |    |    |    | 3   | 2  | 1  |    | 2  |    | 2  |    | 2  |    |    |    | 23 |    | 1  | 1  |    | 1  |    | 23    |
| 3    | Dinamarca      | 3  |    | 1   |    |    |    |    | 0.5 | 1  | 1  | 1  |    | 1  |    |    |    | 1  |    |    |    |    |    | 1  |    |    |    | 10.5  |
| 4    | Coreia do Sul  |    |    |     | 2  |    | 1  | 2  |     | 1  |    | 21 |    | 1  |    |    |    |    |    |    |    | 1  |    |    |    |    |    | 10    |
| 5    | Japão          | 1  |    |     |    |    |    |    |     |    |    |    |    |    |    |    |    |    |    |    |    |    |    | 1  | 24 | 2  | 2  | 8     |
| 6    | Espanha        |    |    |     |    |    |    |    |     |    |    |    |    |    |    |    |    |    |    |    |    | 1  | 1  |    | 1  |    |    | 3     |
| 7    | Inglaterra     |    | 1  | 0.5 |    |    |    |    |     |    |    |    |    |    |    | 1  |    |    |    |    |    |    |    |    |    |    |    | 2.5   |
| 8    | Tailândia      |    |    |     |    |    |    |    |     |    |    |    |    |    |    |    |    |    |    |    | 1  |    |    |    |    |    | 1  | 2     |
| 9    | Índia          |    |    |     |    |    |    |    |     |    |    |    |    |    |    |    |    |    |    |    |    |    |    |    |    | 1  |    | 1     |
| 9    | Singapura      |    |    |     |    |    |    |    |     |    |    |    |    |    |    |    |    |    |    |    |    |    |    |    |    |    | 1  | 1     |
| 9    | Suécia         |    |    | 0.5 |    |    |    |    | 0.5 |    |    |    |    |    |    |    |    |    |    |    |    |    |    |    |    |    |    | 1     |
| 9    | Estados Unidos |    |    |     |    |    |    |    |     |    |    |    |    |    | 1  |    |    |    |    |    |    |    |    |    |    |    |    | 1     |

NEGRITO' significa o campeão geral da edição
↑1  A Coreia do Sul teve 2 medalhas de prata contra 1 da China, portanto tornou-se a vencedora geral.
↑2  A China teve 4 medalhas de prata contra 1 da Indonésia, portanto tornou-se a vencedora geral.
↑3  A China teve 2 medalhas de prata contra nenhuma da Indonésia, portanto tornou-se a vencedora geral.
↑4  A China teve 4 medalhas de bronze contra 2 do Japão, portanto tornou-se a vencedora geral.

#### Simples Masculino
| Rank | País      | 77 | 80 | 83 | 85 | 87 | 89 | 91 | 93 | 95 | 97 | 99 | 01 | 03 | 05 | 06 | 07 | 09 | 10 | 11 | 13 | 14 | 15 | 17 | 18 | 19 | 21 | 22 | 23 | Total |
| ---- | --------- | -- | -- | -- | -- | -- | -- | -- | -- | -- | -- | -- | -- | -- | -- | -- | -- | -- | -- | -- | -- | -- | -- | -- | -- | -- | -- | -- | -- | ----- |
| 1    | China     |    |    |    | X  | X  | X  | X  |    |    |    | X  |    | X  |    | X  | X  | X  | X  | X  | X  | X  | X  |    |    |    |    |    |    | 14    |
| 2    | Indonésia |    | X  | X  |    |    |    |    | X  | X  |    |    | X  |    | X  |    |    |    |    |    |    |    |    |    |    |    |    |    |    | 6     |
| 3    | Dinamarca | X  |    |    |    |    |    |    |    |    | X  |    |    |    |    |    |    |    |    |    |    |    |    | X  |    |    |    | X  |    | 4     |
| 4    | Japão     |    |    |    |    |    |    |    |    |    |    |    |    |    |    |    |    |    |    |    |    |    |    |    | X  | X  |    |    |    | 2     |
| 5    | Singapura |    |    |    |    |    |    |    |    |    |    |    |    |    |    |    |    |    |    |    |    |    |    |    |    |    | X  |    |    | 1     |
| 5    | Tailândia |    |    |    |    |    |    |    |    |    |    |    |    |    |    |    |    |    |    |    |    |    |    |    |    |    |    |    | X  | 1     |

#### Simples Feminino
| Rank | País      | 77 | 80 | 83 | 85 | 87 | 89 | 91 | 93 | 95 | 97 | 99 | 01 | 03 | 05 | 06 | 07 | 09 | 10 | 11 | 13 | 14 | 15 | 17 | 18 | 19 | 21 | Total |
| ---- | --------- | -- | -- | -- | -- | -- | -- | -- | -- | -- | -- | -- | -- | -- | -- | -- | -- | -- | -- | -- | -- | -- | -- | -- | -- | -- | -- | ----- |
| 1    | China     |    |    | X  | X  | X  | X  | X  |    | X  | X  |    | X  | X  | X  | X  | X  | X  | X  | X  |    |    |    |    |    |    |    | 15    |
| 2    | Espanha   |    |    |    |    |    |    |    |    |    |    |    |    |    |    |    |    |    |    |    |    | X  | X  |    | X  |    |    | 3     |
| 3    | Dinamarca | X  |    |    |    |    |    |    |    |    |    | X  |    |    |    |    |    |    |    |    |    |    |    |    |    |    |    | 2     |
| 3    | Indonésia |    | X  |    |    |    |    |    | X  |    |    |    |    |    |    |    |    |    |    |    |    |    |    |    |    |    |    | 2     |
| 3    | Japão     |    |    |    |    |    |    |    |    |    |    |    |    |    |    |    |    |    |    |    |    |    |    | X  |    |    | X  | 2     |
| 6    | Índia     |    |    |    |    |    |    |    |    |    |    |    |    |    |    |    |    |    |    |    |    |    |    |    |    | X  |    | 1     |
| 6    | Tailândia |    |    |    |    |    |    |    |    |    |    |    |    |    |    |    |    |    |    |    | X  |    |    |    |    |    |    | 1     |

#### Duplas Masculinas
| Rank | País           | 77 | 80 | 83 | 85 | 87 | 89 | 91 | 93 | 95 | 97 | 99 | 01 | 03 | 05 | 06 | 07 | 09 | 10 | 11 | 13 | 14 | 15 | 17 | 18 | 19 | 21 | Total |
| ---- | -------------- | -- | -- | -- | -- | -- | -- | -- | -- | -- | -- | -- | -- | -- | -- | -- | -- | -- | -- | -- | -- | -- | -- | -- | -- | -- | -- | ----- |
| 1    | Indonésia      | X  | X  |    |    |    |    |    | X  | X  | X  |    | X  |    |    |    | X  |    |    |    | X  |    | X  |    |    | X  |    | 10    |
| 2    | China          |    |    |    |    | X  | X  |    |    |    |    |    |    |    |    | X  |    | X  | X  | X  |    |    |    | X  | X  |    |    | 8     |
| 3    | Coreia do Sul  |    |    |    | X  |    |    | X  |    |    |    | X  |    |    |    |    |    |    |    |    |    | X  |    |    |    |    |    | 4     |
| 4    | Dinamarca      |    |    | X  |    |    |    |    |    |    |    |    |    | X  |    |    |    |    |    |    |    |    |    |    |    |    |    | 2     |
| 5    | Japão          |    |    |    |    |    |    |    |    |    |    |    |    |    |    |    |    |    |    |    |    |    |    |    |    |    | X  | 1     |
| 5    | Estados Unidos |    |    |    |    |    |    |    |    |    |    |    |    |    | X  |    |    |    |    |    |    |    |    |    |    |    |    | 1     |

#### Duplas Femininas
| Rank | País          | 77 | 80 | 83 | 85 | 87 | 89 | 91 | 93 | 95 | 97 | 99 | 01 | 03 | 05 | 06 | 07 | 09 | 10 | 11 | 13 | 14 | 15 | 17 | 18 | 19 | 21 | Total |
| ---- | ------------- | -- | -- | -- | -- | -- | -- | -- | -- | -- | -- | -- | -- | -- | -- | -- | -- | -- | -- | -- | -- | -- | -- | -- | -- | -- | -- | ----- |
| 1    | China         |    |    | X  | X  | X  | X  | X  | X  |    | X  | X  | X  | X  | X  | X  | X  | X  | X  | X  | X  | X  | X  | X  |    |    | X  | 21    |
| 2    | Japão         | X  |    |    |    |    |    |    |    |    |    |    |    |    |    |    |    |    |    |    |    |    |    |    | X  | X  |    | 3     |
| 3    | Inglaterra    |    | X  |    |    |    |    |    |    |    |    |    |    |    |    |    |    |    |    |    |    |    |    |    |    |    |    | 1     |
| 3    | Coreia do Sul |    |    |    |    |    |    |    |    | X  |    |    |    |    |    |    |    |    |    |    |    |    |    |    |    |    |    | 1     |

#### Duplas Mistas
| Rank | País          | 77 | 80 | 83 | 85 | 87 | 89 | 91 | 93 | 95 | 97 | 99 | 01 | 03 | 05 | 06 | 07 | 09 | 10 | 11 | 13 | 14 | 15 | 17 | 18 | 19 | 21 | Total |
| ---- | ------------- | -- | -- | -- | -- | -- | -- | -- | -- | -- | -- | -- | -- | -- | -- | -- | -- | -- | -- | -- | -- | -- | -- | -- | -- | -- | -- | ----- |
| 1    | China         |    |    |    |    | X  |    |    |    |    | X  |    | X  |    |    |    |    |    | X  | X  |    | X  | X  |    | X  | X  |    | 9     |
| 2    | Indonésia     |    | X  |    |    |    |    |    |    |    |    |    |    |    | X  |    | X  |    |    |    | X  |    |    | X  |    |    |    | 5     |
| 2    | Coreia do Sul |    |    |    | X  |    | X  | X  |    |    |    | X  |    | X  |    |    |    |    |    |    |    |    |    |    |    |    |    | 5     |
| 4    | Dinamarca     | X  |    |    |    |    |    |    | /  | X  |    |    |    |    |    |    |    | X  |    |    |    |    |    |    |    |    |    | 3.5   |
| 5    | Inglaterra    |    |    | /  |    |    |    |    |    |    |    |    |    |    |    | X  |    |    |    |    |    |    |    |    |    |    |    | 1.5   |
| 6    | Suécia        |    |    | \  |    |    |    |    | \  |    |    |    |    |    |    |    |    |    |    |    |    |    |    |    |    |    |    | 1     |
| 6    | Tailândia     |    |    |    |    |    |    |    |    |    |    |    |    |    |    |    |    |    |    |    |    |    |    |    |    |    | X  | 1     |

## Medalheiro
Atualizado após Mundiais de 2021, não inclui a medalha de prata retirada em 2014.
| Pos.                |                     | Ouro | Prata | Bronze | Total |
| ------------------- | ------------------- | ---- | ----- | ------ | ----- |
| 1                   | China               | 67   | 47    | 77     | 191   |
| 2                   | Indonésia           | 23   | 18    | 36     | 77    |
| 3                   | Dinamarca           | 10.5 | 14    | 40     | 64.5  |
| 4                   | Coreia do Sul       | 10   | 14    | 31     | 55    |
| 5                   | Japão               | 8    | 7     | 18     | 33    |
| 6                   | Espanha             | 3    | 0     | 0      | 3     |
| 7                   | Inglaterra          | 2.5  | 8.5   | 13     | 24    |
| 8                   | Tailândia           | 2    | 1     | 4      | 7     |
| 9                   | Índia               | 1    | 4     | 7      | 12    |
| 10                  | Suécia              | 1    | 2     | 5      | 8     |
| 11                  | Estados Unidos      | 1    | 0     | 0      | 1     |
| 11                  | Singapura           | 1    | 0     | 0      | 1     |
| 13                  | Malásia             | 0    | 8     | 13     | 21    |
| 14                  | Taipé Chinesa       | 0    | 3     | 4      | 7     |
| 15                  | Hong Kong           | 0    | 1     | 3      | 4     |
| 16                  | Países Baixos       | 0    | 1     | 1      | 2     |
| 17                  | Escócia             | 0    | 0.5   | 1      | 1.5   |
| 18                  | Alemanha            | 0    | 0     | 4      | 4     |
| 19                  | França              | 0    | 0     | 1      | 1     |
| 19                  | Nova Zelândia       | 0    | 0     | 1      | 1     |
| 19                  | Vietname            | 0    | 0     | 1      | 1     |
| Total (21 entradas) | Total (21 entradas) | 130  | 129   | 260    | 519   |